# Лено (Бреша)
Лено је насеље у Италији у округу Бреша, региону Ломбардија.
Према процени из 2011. у насељу је живело 10172 становника. Насеље се налази на надморској висини од 65 м.

## Становништво
Према резултатима пописа становништва 2011. у општини је живело 14.364 становника.
| 1951.  | 1961.  | 1971. | 1981.  | 1991.  | 2001.  | 2011.  |
| ------ | ------ | ----- | ------ | ------ | ------ | ------ |
| 11.655 | 10.051 | 9.836 | 10.537 | 11.504 | 12.541 | 14.364 |

## Партнерски градови
- Касино